# Chaco obscura
Chaco obscura is een spinnensoort in de taxonomische indeling van de bruine klapdeurspinnen (Nemesiidae).
Chaco obscura werd in 1905 beschreven door Tullgren.